# Hubro
Hubro ('uil') is een Noors platenlabel, dat jazz en geïmproviseerde muziek uit vooral Noorwegen uitbrengt. Het is een sublabel van Grappa Musikkforlag. In Nederland en België wordt Hubro gedistribueerd door Challenge Records.
Musici en groepen die op Hubro uitkwamen zijn onder meer Mats Eilertsen, Jessica Sligter, Splashgirl, Sigbjørn Apeland, Erland Dahlen, Cakewalk, Steinb Urheim, Moskus en Ivar Grydeland.
De platenhoezen worden ontworpen door Yokoland.